# 6695 Барреттдафф
6695 Барреттдафф (6695 Barrettduff) — астероїд головного поясу, відкритий 1 серпня 1986 року.
Тіссеранів параметр щодо Юпітера — 3,330.